# Early-effect

Boven: NPN-basisbreedte voor lage omgekeerde bias van de collector-basis. Onder: smallere NPN-basisbreedte voor hoge omgekeerde bias van de collectorbasis. Gearceerde gebieden zijn uitputtingszones.

De Early-spanning (V_{A}) zoals te zien in de uitgangskarakteristiek van een BJT.

Het Early-effect, genoemd naar James M. Early, is de variatie in de effectieve breedte van de basis in een bipolaire junctietransistor (BJT) als gevolg van een variatie in de aangelegde basis-naar-collectorspanning. Een grotere tegengestelde instelspanning (bias) over de collector-basisovergang vergroot bijvoorbeeld de breedte van de uitputtingszone van de collector-basis, waardoor de breedte van het ladingsdragergedeelte van de basis kleiner wordt.